# Danmarks runeindskrifter 6
DR 6 är en vikingatida (kristen efter-Jelling) runsten av kalksten i Slesvig, Stadt Schleswig och Schleswig-Holstein. Man har tidigare ansett ristningen vara svensk, men den kan mycket väl vara lokalt skapad (Lerche Nielsen 2001:133 ff.). Magnus Källström föreslår att slutet även kan tolkas "som vilar i England i Skia".

## Inskriften
Translitterering av runraden:
§A ... l(i)t (:) r(i)(s)(a) : stain : e... 
§B ...-an : s(u)(l)... ¶ ... ...(a)uþr : ... ¶ ...(n) : auk : kuþmuntr : þaʀ [:] [r]... 
§C ...[(a)ʀ] : a enklanti : i skiu (:) -uilis : kr... ... ...
Normalisering till rundanska:
§A ... let resa sten æ[ftiʀ] 
§B ... ... ... [d]øþr ... ... ok Guþmundr þeʀ r[istu 
§C run]aʀ. A Ænglandi i Skiu [h]wilis. Kr[istr](?) ... ...
Översättning till nusvenska:
... lät resa sten e(fter) ... döde ... och Gudmundr, de r(istade runorna?). (Han) vilar i Skia i England. Kr(istus?) ...